# Sanford (Santa Fé)
Sanford é uma comuna do Departamento Caseros, Província de Santa Fé, Argentina. Dista 82 km da cidade de Rosário e 225 km da cidade capital provincial Santa Fé.

## Santo Padroeiro
- Cristo Rey, festividades: último domingo de outubro.

## Criação da Comuna
- 7 de agosto de 1926

## Pontos Turísticos
- Campo Los Pasos
- Campo La Pesoa
- Colonia La Merced
- Las Flores

## Biblioteca
- Leopoldo Lugones

## Clubes
- Club Atlético Sanford, instituição que contou entre suas linhas com Valde Plástico e Casper.